# Exekutorský zápis
Exekutorský zápis je listina sepsaná soudním exekutorem, která je veřejnou listinou. Originál se ukládá v kanceláři soudního exekutora pod uzávěrou.
Exekutorské zápisy bývaly dvojího druhu:
1. o osvědčení skutkových dějů a stavu věcí (jestliže se skutkový děj udál v přítomnosti soudního exekutora nebo jestliže se soudní exekutor přesvědčil o stavu věci)
2. o dohodě, kterou se účastník zavázal splnit pohledávku nebo jiný nárok druhého účastníka vyplývající ze závazkového právního vztahu, v níž svolil, aby podle tohoto zápisu byla nařízena a provedena exekuce, když svou povinnost řádně a včas nesplní

Od 1. ledna 2013 je možné sepsat již jen první typ, existující exekutorské zápisy druhého typu jsou však stále jako tzv. exekuční tituly bez dalšího vykonatelné.